# Ponte Tresa TI
| TI ist das Kürzel für den Kanton Tessin in der Schweiz. Es wird verwendet, um Verwechslungen mit anderen Einträgen des Namens Ponte Tresa zu vermeiden. |

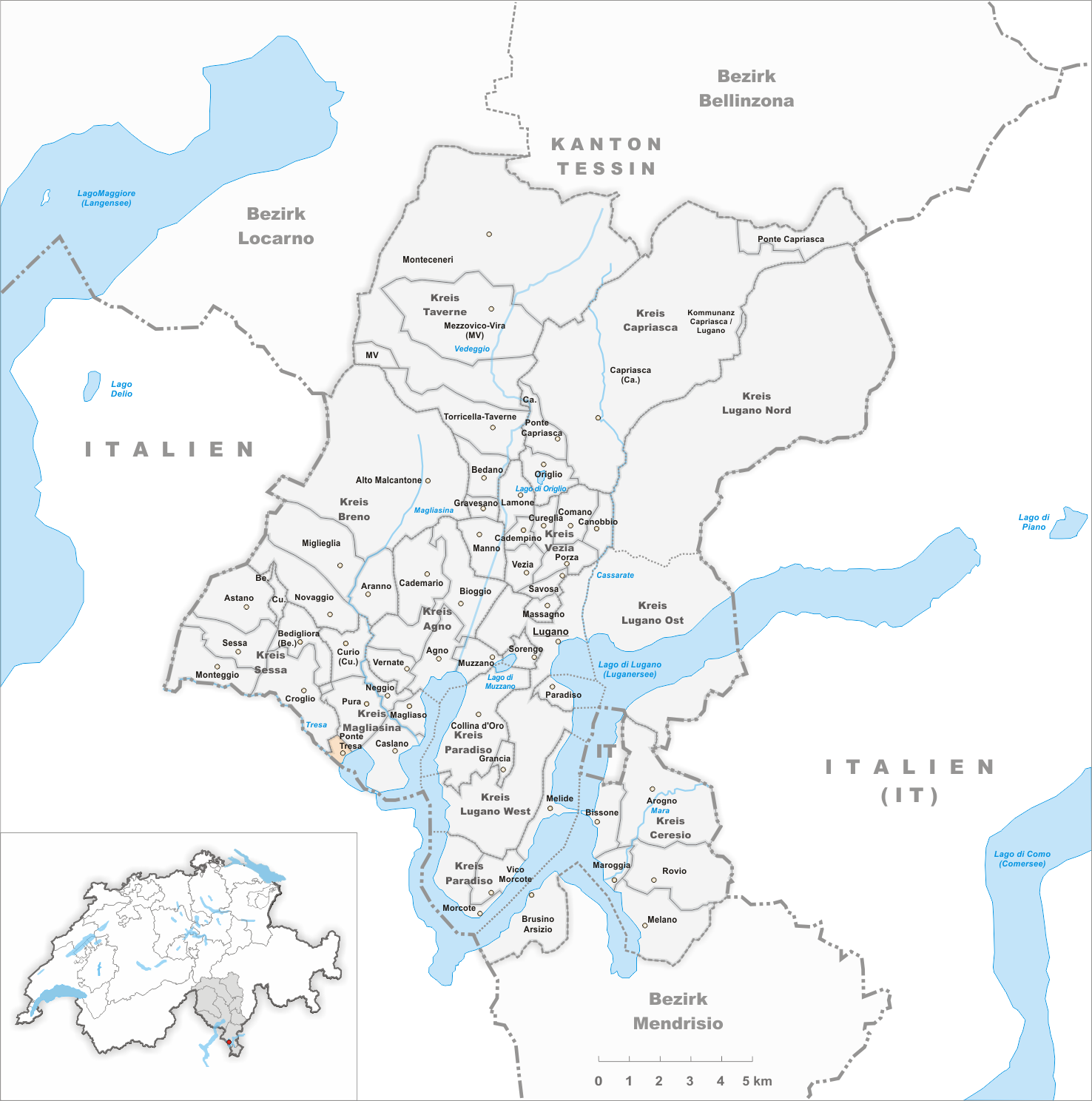
Gemeindestand vor der Fusion am 18. April 2021

Ponte Tresa (deutsch veraltet: Treisbruck) ist ein Ort in der Gemeinde Tresa im Schweizer Kanton Tessin. Bis 2021 bildete es eine eigenständige Gemeinde.
Die ehemalige Gemeindefläche betrug lediglich 41 Hektar (0,41 km²), womit Ponte Tresa die flächenmässig fünftkleinste Gemeinde der Schweiz war.

## Geographie
Die Ortschaft Ponte Tresa liegt auf beiden Seiten der italienisch-schweizerischen Grenze. Sie befindet sich dort, wo die Tresa aus dem Luganersee hinausfliesst. Der Fluss bildet auch die Staatsgrenze zwischen der Schweiz und Italien. Das italienische Ponte Tresa gehört zur Gemeinde Lavena Ponte Tresa. Die Ortschaft kann von Lugano aus mit der Schmalspurbahn Lugano – Ponte Tresa sowie mit dem Schiff und auf der Hauptstrasse 398 erreicht werden. Das Schweizer Ponte Tresa liegt am Eingang zum Malcantone.

## Geschichte
Erstmals erwähnt wird das Dorf im Jahr 818 unter dem damaligen Namen ad Tresiae Pontem. Der Überlieferung gemäss ging eine Römerstrasse nach Rätien bei Ponte Tresa vorbei; seit ältesten Zeiten war es ein namhafter kommerzieller und militärischer Durchgangsort. 590 sollen die Langobarden dort von den Franken geschlagen worden sein. Weitere Kämpfe fanden hier im zehnjährigen Krieg zwischen Como und Mailand ab 1118 statt. 1122 wurde das Castello di San Martino oberhalb des Orts von Aufständischen zerstört. 1478 konzentrierte der Graf G. B. dell’Anguillara bei Ponte Tresa die Truppen des Herzogs für den Giornicokrieg. Am 9. Mai 1517 wurde in Ponte Tresa der Vertrag unterzeichnet, nach dem Stabio und der Rest des Mendrisiotto schweizerisch wurden, gegen Abtretung Domodossolas.
Von 1885 bis 1950 (elektrifiziert 1918) verband eine Schmalspurbahn Ponte Tresa mit Luino am Lago Maggiore. Die 1912 eröffnete Schmalspurbahn nach Lugano besteht bis heute.
Am 18. April 2021 fusionierte Ponte Tresa mit den Gemeinden Croglio, Monteggio und Sessa zur Gemeinde Tresa.
Ponte Tresa bildet aber nach wie vor eine eigenständige Bürgergemeinde.

## Bilder

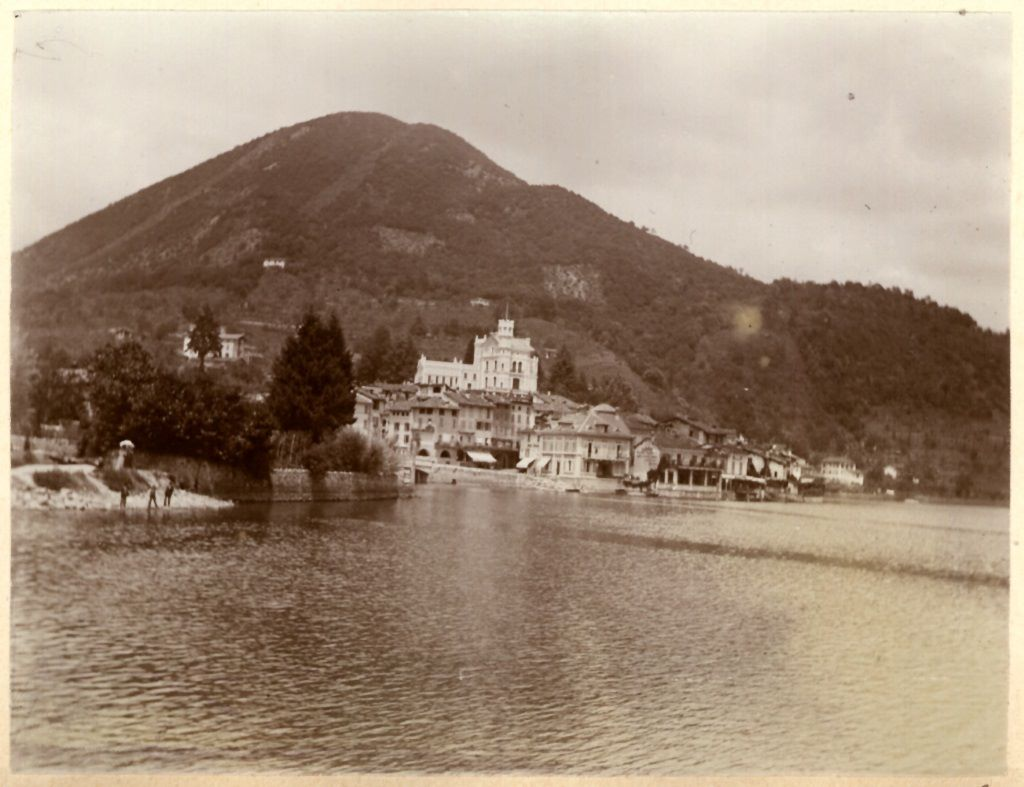
Ponte Tresa (1901)
Luftbild von Walter Mittelholzer (1919)
Ponte Tresa Colombera. Historisches Bild von Leo Wehrli (1934)
Werner Friedli: Ponte Tresa, historisches Luftbild (1950)
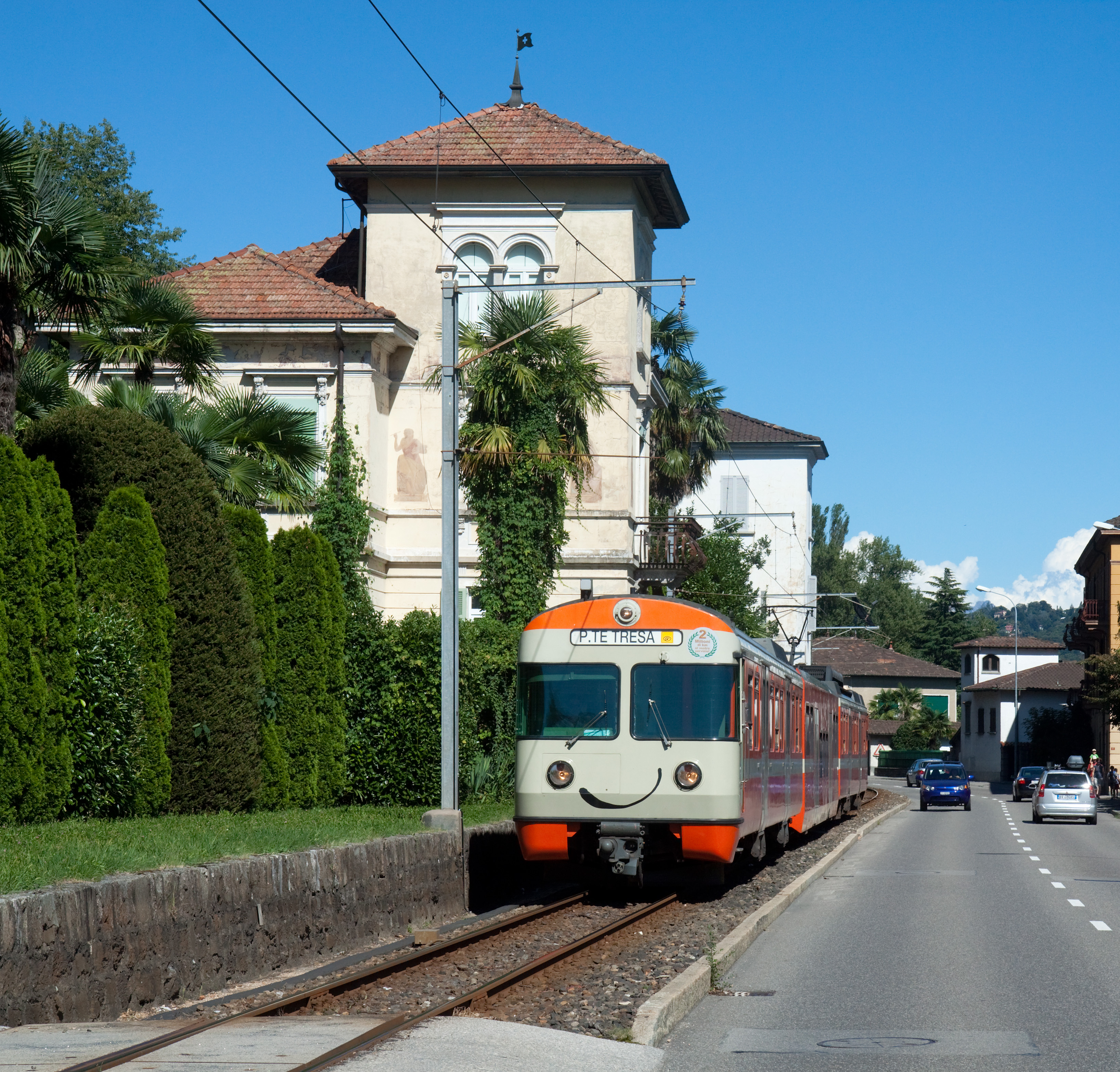
Zug Lugano–Ponte Tresa
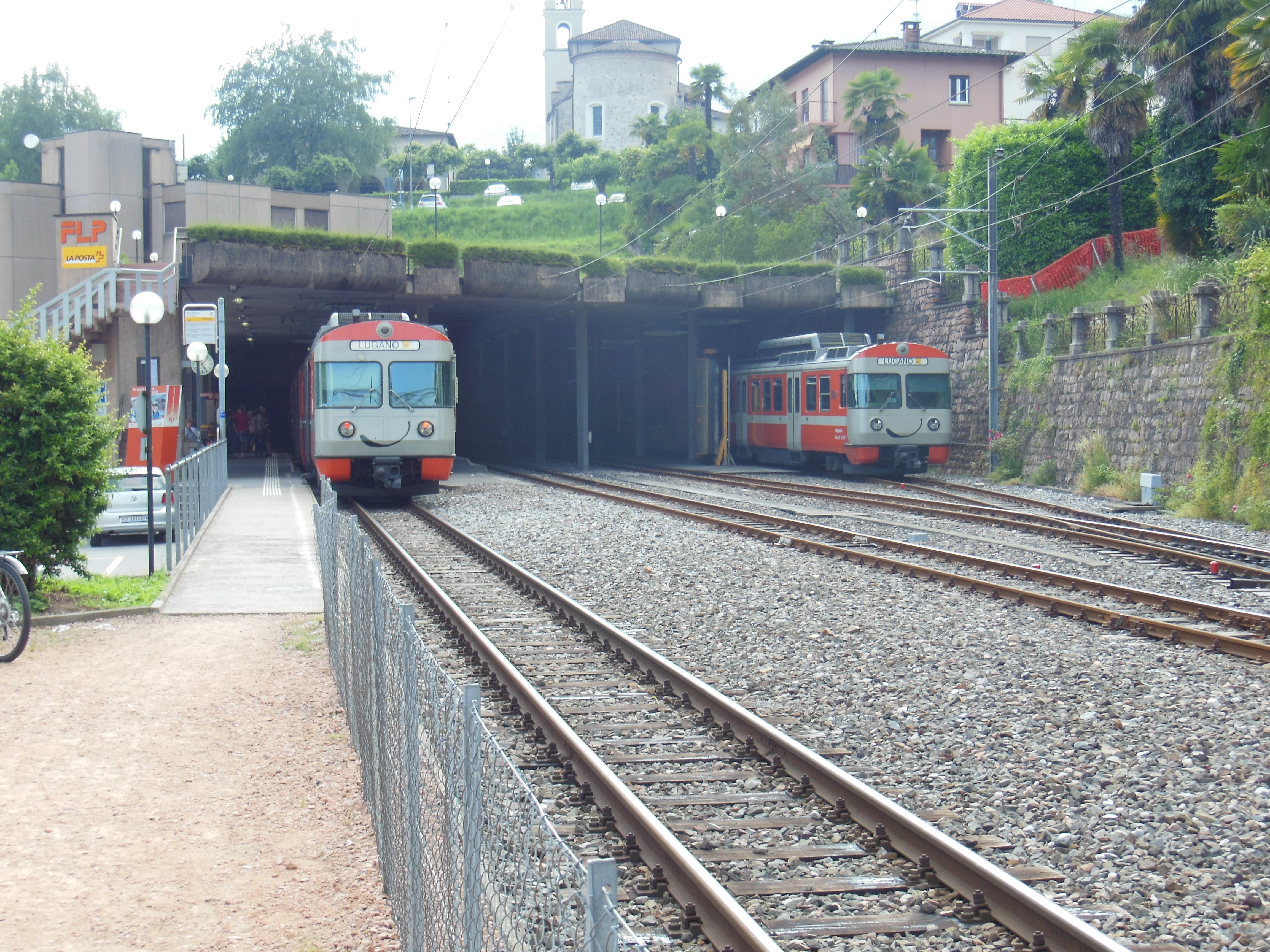
Bahnhof Ponte Tresa
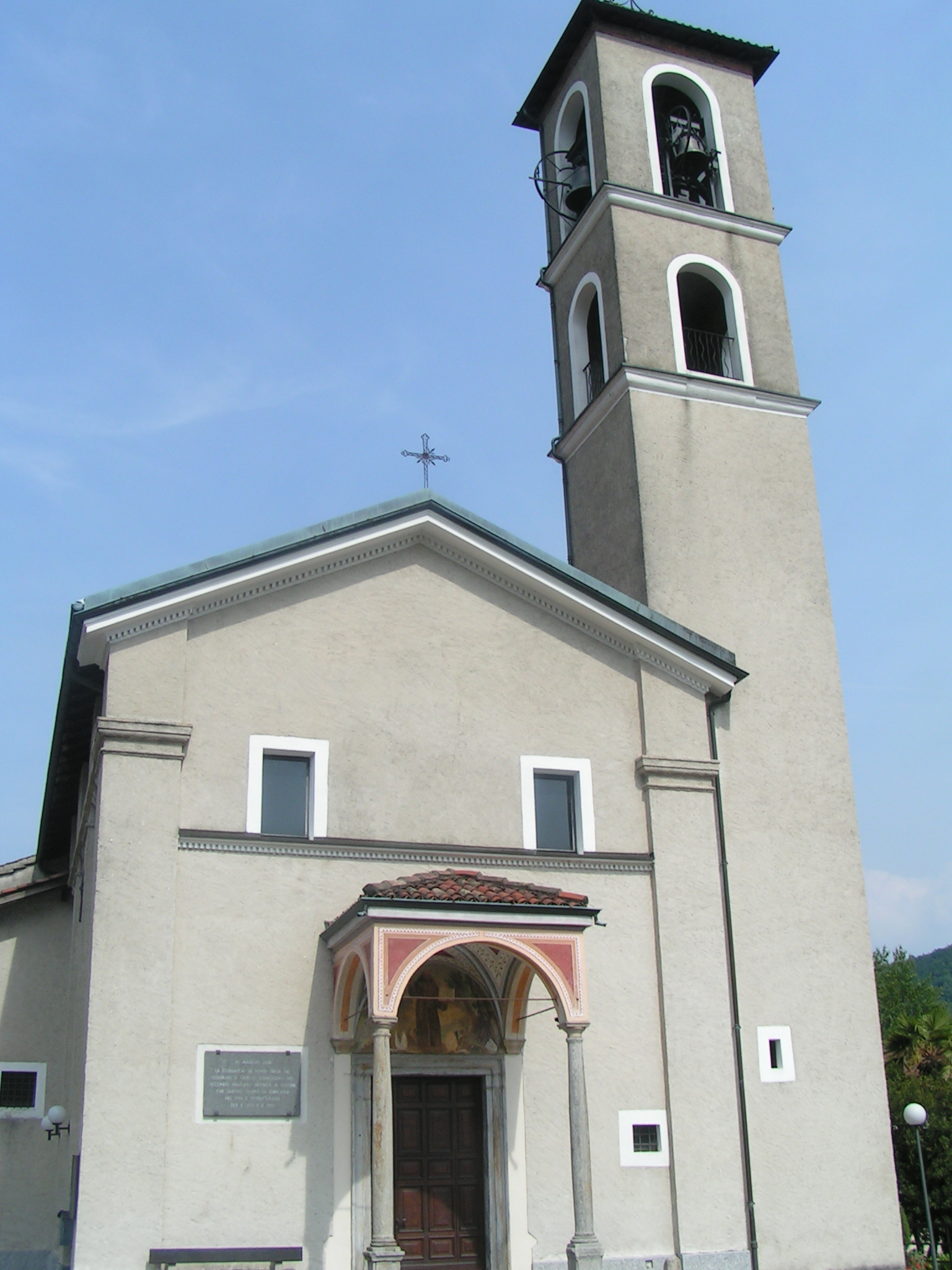
Kirche San Bernardino von Siena
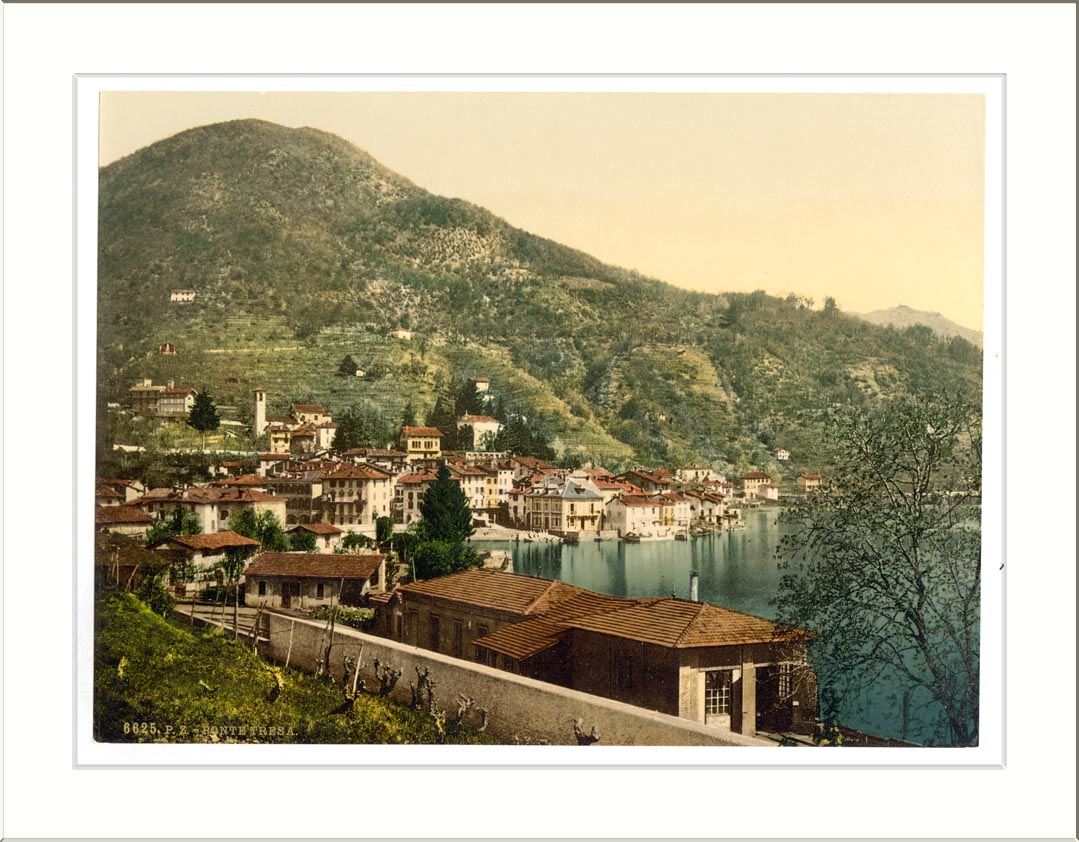
Alte Postkartenansicht des schweizerischen Teils von Ponte Tresa

## Bevölkerung
Einwohnerzahlen: Volkszählungsdaten

## Wappen
Blasonierung: „Geteilt von Rot und Silber durch eine goldene, fünfbogige Brücke auf vier Rechteckpfeilern mit Dreiecksabschluss, darauf ein schreitendes, schwarzes Maultier, unten vier blaue Wellenbalken, balkenweise belegt mit drei pfahlweisen, gewundenen schwarzen Aalen.“

## Sehenswürdigkeiten
- Pfarrkirche San Bernardino da Siena aus dem Jahr 1609 mit einem Fresko aus dem 16. Jahrhundert, eine Pietà darstellend, das schon die Vorgängerkirche schmückte[4]. Im Innern: Cappella Crivelli mit Fresko Pietà[4]
- Gemälde der Kreuzigung[4]
- Schloss De Stoppani[4]
- Wohnhaus Zampini[4]

## Museen
- Archivio storico di Ponte Tresa[5]
- Museo della ferrovia Lugano-Ponte Tresa.[6]